# Anisodontea julii
Anisodontea julii är en malvaväxtart. Anisodontea julii ingår i släktet rumsmalvor, och familjen malvaväxter.

## Underarter
Arten delas in i följande underarter:
- A. j. julii
- A. j. pannosa
- A. j. prostrata

## Bildgalleri

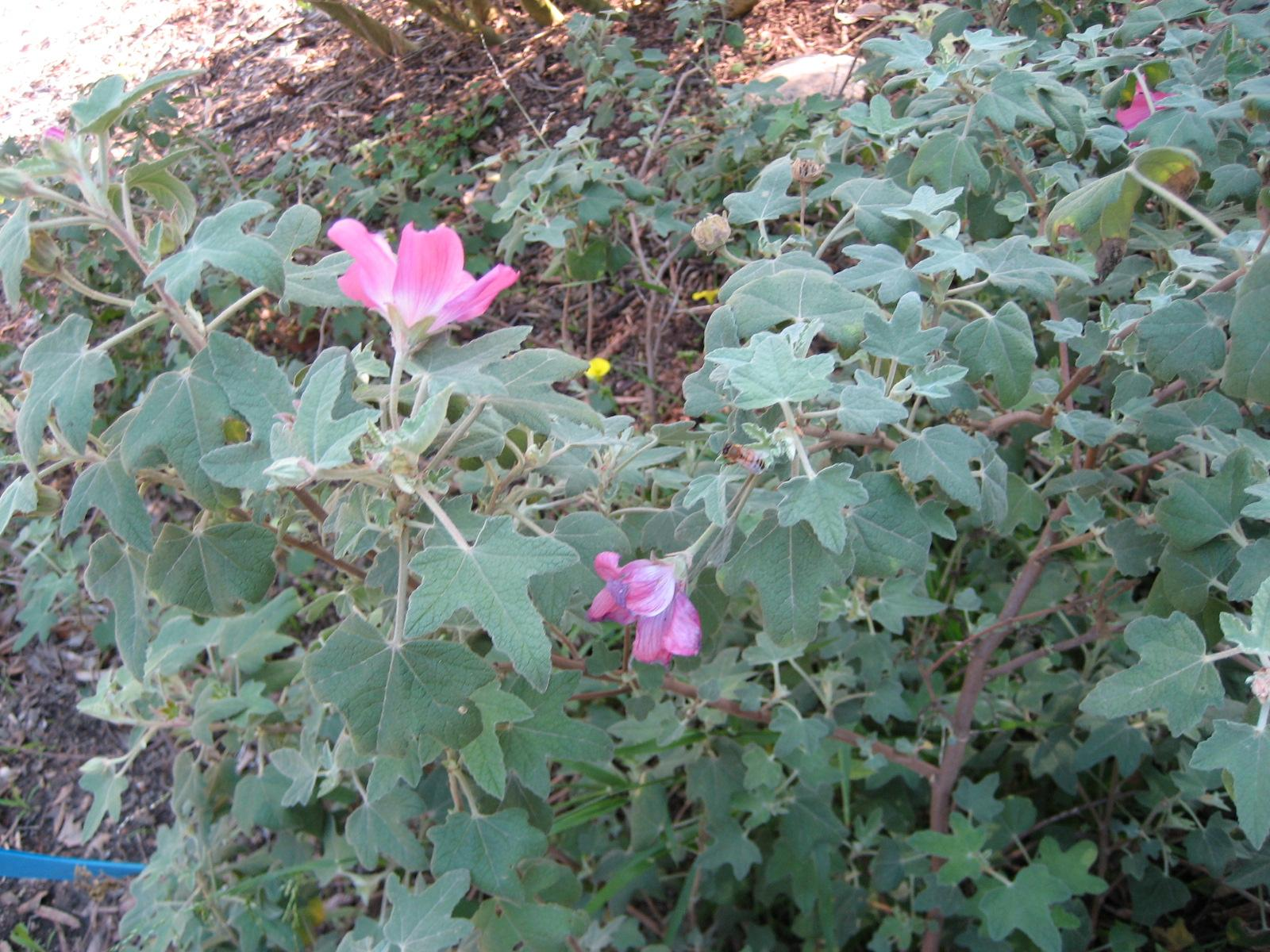
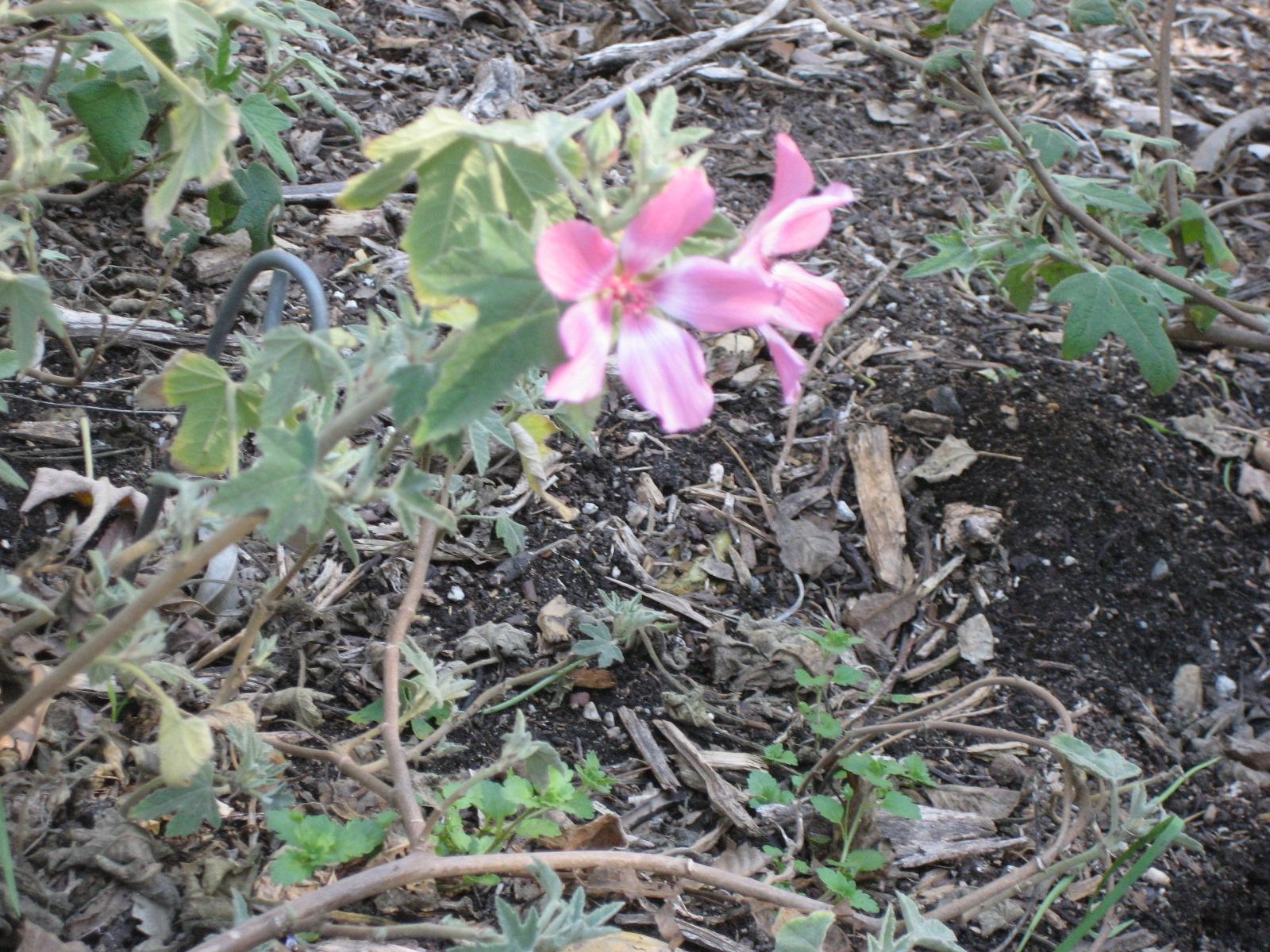